# 화산초등학교 (전남)
화산초등학교는 대한민국 전라남도 해남군 화산면 방축리에 있는 공립 초등학교이다.

## 학교 연혁
- 1924년 4월 1일 화산공립보통학교 개교
- 1938년 4월 1일 화산공립심상소학교로 개칭
- 1941년 4월 1일 화산공립국민학교로 개칭
- 1993년 3월 1일 화산북국민학교 통폐합
- 1996년 3월 1일 화산초등학교로 개칭
- 1999년 9월 1일 화산서초등학교 통폐합
- 2000년 9월 1일 상마분교장 통폐합
- 2018년 3월 1일 화산남초등학교 통폐합
- 2019년 12월 31일 제95회 졸업(졸업생 총수 9,261명)
- 2020년 9월 1일 제29대 최정원 교장 부임

## 참고 자료
- 화산초등학교 - 한국교육학술정보원 학교알리미